# United Nations Iraq-Kuwait Observation Mission
Die United Nations Iraq-Kuwait Observation Mission (deutsch Beobachtermission der Vereinten Nationen für Irak und Kuwait, UNIKOM) war eine Peacekeeping-Mission der Vereinten Nationen in Nahost nach dem Zweiten Golfkrieg. Sie basierte auf der UN-Resolution 689 vom 9. April 1991 und war ab April 1991 im Irak und in Kuwait eingesetzt; ihr Mandat endete am 6. Oktober 2003.
Ziel der Mission war die Überwachung der entmilitarisierten Zone an der Grenze von Irak und Kuwait. Geführt wurde sie vom Hauptquartier in Umm Qasr/Irak. Ursprünglich waren 300 Militärbeobachter sowie zusätzliche zivile Kräfte mandatiert. Am Missionsbeginn waren von April bis Juni 1991 zum Schutz der Mission noch fünf Infanteriekompanien (jeweils eine aus Österreich, Dänemark, Fiji, Ghana, und Nepal) und eine Logistikkompanie aus Schweden eingesetzt. Diese wurden von den bestehenden Missionen UNFICYP und UNIFIL abgezogen. Später erhöhte sich die Gesamtstärke der Mission auf über 3.600 Mitarbeiter; bei Abzug bestand sie aus vier Militärbeobachtern sowie 131 zivilen Mitarbeitern.

## Verluste
- 8 Militärangehörige
- 5 Militärbeobachter
- 4 Internationale Zivilbedienstete
- 1 Lokaler Zivilangestellter

## Finanzierung
Ab 1. November 1993 wurden zwei Drittel der Missionskosten von Kuwait getragen. Der Rest wurde durch Zuwendungen anderer Mitgliedsstaaten aufgebracht.

## Chief Military Observer und Force Commander
| Nr. | Name                                | Nationalität | Beginn der Berufung | Ende der Berufung | Bemerkungen                                                                                       |
| --- | ----------------------------------- | ------------ | ------------------- | ----------------- | ------------------------------------------------------------------------------------------------- |
| 1.  | Generalmajor Günther Greindl        | Österreich   | Apr. 1991           | Juli 1992         | zuvor bereits Force Commander UNDOF und UNFICYP                                                   |
| 2.  | Generalmajor Timothy K. Dibuama     | Ghana        | Juli 1992           | Aug. 1993         |                                                                                                   |
| 3.  | Brigadegeneral Vigar Aabrek         | Norwegen     | Aug. 1993           | Dez. 1993         | interim                                                                                           |
| 4.  | Generalmajor Krishna N.S. Thapa     | Nepal        | Dez. 1993           | Dez. 1995         | zuvor bereits Chief of Staff UNTSO, ab Januar 1994 Änderung der Dienststellung in Force Commander |
| 5.  | Generalmajor Gian Giuseppe Santillo | Italien      | Dez. 1995           | Nov. 1997         |                                                                                                   |
| 6.  | Generalmajor Esa Kalervo Tarvainen  | Finnland     | Dez. 1997           | Nov. 1999         |                                                                                                   |
| 7.  | Generalmajor John Vize              | Irland       | Nov. 1999           | Nov. 2001         |                                                                                                   |
| 8.  | Generalmajor Miguel Moreno          | Argentinien  | Nov. 2001           | Nov. 2002         |                                                                                                   |
| 9.  | Generalmajor Franciszek Gagor       | Polen        | Jan. 2003           | Juli 2003         |                                                                                                   |
| 10. | Brigadegeneral Upinder Singh Klair  | Indien       | Aug. 2003           | Okt. 2003         |                                                                                                   |